# دالي ليفينغستون
دالي ليفينغستون (بالإنجليزية: Dale Livingston)‏ هو لاعب كرة قدم أمريكية أمريكي، ولد في 12 مارس 1945 في بلايموث في الولايات المتحدة، وتوفي في 5 يناير 2009 في غرين باي في الولايات المتحدة.

## وصلات خارجية
- دالي ليفينغستون على موقع مرجع كرة القدم المحترفة.كوم (الإنجليزية)